# Asociación Argentina para el Progreso de las Ciencias
La Asociación Argentina para el Progreso de las Ciencias (AAPC) es una organización no gubernamental dedicada a promover el adelanto y la difusión de las ciencias en el país. Fue creada en el año 1934, siendo su primer presidente fue el Premio Nobel argentino Bernardo Houssay (1887-1971).

## Objetivos
Los objetivos de la sociedad son la promoción de las ciencias en el país, el encuentro de los científicos con la sociedad, la participación del país en la actividad científica y tecnológica internacional, la organización de conferencias y reuniones, el asesoramiento a organismos oficiales y privados acerca del valor de lo científico y técnico, la innovación productiva nacional y la fluida comunicación entre Asociaciones Civiles Científicas.  
La AAPC ha desarrollado ininterrumpidamente su labor desde su creación hasta el presente. Muchas de sus funciones originales son actualmente efectuadas por organismos oficiales específicos (el Ministerio de Ciencia, Tecnología e Innovación Productiva -MINCyT-, la Agencia Nacional de Promoción de la Ciencia y la Tecnología -ANPCyT- y el CONICET). Por lo tanto hoy en día la AAPC ha asumido el papel de una Asociación Civil (de las comúnmente conocidas como ONG), y destaca la mirada no gubernamental sobre las acciones de promoción de la ciencia y la tecnología.  
Estas acciones involucran: el impulso del adelanto científico para mejorar aspectos vinculados a la salud, el bienestar, la ecología, la producción energética, agrícola e industrial, la cultura, la educación y su relación con la independencia nacional; el encuentro de los científicos con la sociedad; la participación del país en la actividad científica y tecnológica internacional; la organización de conferencias y reuniones; el asesoramiento a organismos oficiales o privados acerca del valor de lo científico y técnico; la innovación productiva del país y la fluida comunicación entre Asociaciones Civiles Científicas.

## Historia

### Antecedentes
La creación de la AAPC estuvo motivada por la necesidad de reunir a investigadores de diversas disciplinas con el propósito de promover el conocimiento y la divulgación de las ciencias e incidir en las decisiones sobre políticas científicas a nivel gubernamental. Tal iniciativa se profundizó hacia agosto de 1933, cuando el entonces senador Carlos Serrey (1873-1957) afirmó que en el país no existían profesionales dedicados exclusivamente a la investigación científica ni a la difusión o enseñanza de sus resultados y hallazgos. Bernardo Houssay, que hacía tiempo se dedicaba a la indagación en fisiología así como reivindicaba la importancia de las prácticas científicas en el país, consideró injusta la declaración. Los dichos de Serrey también despertaron la indignación de Carlos Alberto Silva, periodista de la revista El Hogar, quien inició la publicación de una serie de entrevistas a científicos locales con el propósito de dar a conocer su labor. Con el fin de crear una Asociación que vinculase a los científicos y promoviese la actividad de investigación, Silva organizó una reunión hacia diciembre de 1933, que contó con la presencia de Houssay y de otros destacados científicos. En este encuentro se decidió fundar la AAPC.
Al breve tiempo y en una segunda reunión se confirmó el nombre de Bernardo Houssay como presidente del Primer Colegiado Directivo. Los otros integrantes del Colegiado, miembros fundadores de la AAPC, eran científicos especializados en distintas disciplinas como la biología (Juan Bacigalupo), la ingeniería (Enrique Butty, Lorenzo R. Parodi), la química (Horacio Damianovich, Venancio Deulofeu, Enrique V. Zappi), la medicina (Pedro I. Elizalde), la microbiología (Alfredo Sordelli), la matemática (Juan C. Vignaux) y la física (Adolfo T. Williams). Este Colegiado también fue integrado por el periodista Carlos A. Silva.

### Creación
A través de la gestión de sus fundadores, la AAPC consiguió fondos oficiales y donaciones para la expansión de la investigación científica. En noviembre de 1934 el entonces Presidente de la Nación, Agustín P. Justo, solicitó al Congreso Nacional recursos económicos para contribuir con la obra de la AAPC. A través del Decreto Reglamentario de la Ley 12.338 (en mayo de 1937), se puso en marcha la iniciativa. Mediante el mismo se acordó un fondo permanente para costear becas internas y externas, así como para acordar subsidios destinados a gastos de investigaciones originales.
En sus inicios la AAPC funcionó en la Facultad de Ciencias Exactas y Naturales (calle Perú 222) y más tarde se trasladó a la Avenida Roque Sáenz Peña 555, en un local facilitado por la familia del fisiólogo Eduardo Braun Menéndez (1903-1959), quien se había unido a la Asociación tiempo después de su fundación.
La AAPC se inscribe en una tradición asociativa difundida en el mundo desde el siglo XIX. En este sentido, es importante aclarar que la creación de la Asociación Británica para el Progreso de las Ciencias había tenido lugar en 1831, la Asociación Estadounidense data de 1848 y la Asociación Española fue fundada en 1908. Quince años después de la fundación de la AAPC, en 1948, se crearon en Latinoamérica la Asociación Brasileña y la Asociación Uruguaya.

### Desde su fundación hasta la creación del CONICET
La primera etapa de la AAPC puede delimitarse entre el año de su fundación (1934) y 1958, fecha de creación del CONICET, en tanto este organismo asumió numerosas funciones hasta entonces desarrolladas por la asociación.
Como ha quedado registrado en el Anuario de 1958, durante sus primeros 24 años la AAPC otorgó 48 becas externas (40 becas con fondos de la Ley 12.338, 6 becas “Laboratorios Millet y Roux”, 1 beca “Laboratorios Millet” y 1 beca “Meck Química Argentina”). En este período la AAPC concedió también 118 becas internas (24 becas “AAPC”, 18 becas “Lutz Ferrando y Cía”, 16 becas “Laboratorios Millet”, 13 becas “Fundación Sauberan”, 12 becas “Productos Químicos Ciba”, 10 becas “José J. Puente”, 8 becas especiales para Ciencias Naturales, 7 becas “E. R. Squibb and Sons Argentina”, 3 becas “Dr. Daniel Goytía”, 3 becas con fondos de la Ley 12.338, 2 becas internas especiales, 1 beca Badaracco y Bardin” y 1 beca “Ortopedia Beltrán”). En general, estas becas fomentaban proyectos en diversas áreas de la medicina, la química, la bioquímica, la ingeniería e ingeniería agrónoma, las ciencias exactas, la veterinaria y, en menor medida, las ciencias económicas y sociales. Los exitosos resultados de los trabajos financiados por la AAPC fueron consecuentes de la rigurosa selección de los candidatos a través de concursos. Estos concursos consideraban instancias como la capacidad y labor demostrada de los aspirantes, su dedicación exclusiva e intensa, la competencia del director y los medios de trabajos, criterios que muestran claras continuidades en las convocatorias que actualmente propone el CONICET para la asignación de becas o el ingreso a la Carrera de Investigador Científico.
Asimismo, durante estos años, la AAPC otorgó 119 subsidios para efectuar trabajos de investigación que implicaron un aporte cercano a los 250.000 pesos. Para sustentar las becas y los subsidios, la AAPC contaba no sólo con el apoyo económico del Gobierno de la Nación, sino también con el de sus asociados, colaboradores e instituciones privadas que advirtieron la importancia de fomentar e impulsar el desarrollo de los estudios científicos en el país. Acorde a sus propósitos, la AAPC apoyó el desarrollo de institutos (dentro y fuera de las universidades) y la creación de organismos de investigación.
Bajo el proyecto de incentivar el contacto entre especialistas de distintos espacios, la AAPC y la Sociedad Científica Argentina organizaron la Sesiones Científicas Argentinas. Los encuentros, de carácter general, trataron problemáticas amplias, proyectaron films científicos y efectuaron exposiciones de instalaciones nacionales empleadas en la investigación científica. Las primeras Sesiones tuvieron lugar en Buenos Aires en 1950. Las segundas ocurrieron en Córdoba, hacia 1951. Para estas últimas, se contó con reuniones conjuntas de representantes de la Asociación Física Argentina, la Unión Matemática Argentina, la Sociedad Argentina de Cardiología y la Sociedad Argentina de Biología. Las terceras Sesiones Científicas Argentina, en tanto, tuvieron lugar nuevamente en Buenos Aires en el año 1956.
En 1945 la AAPC publica el primer número de la revista Ciencia e Investigación dirigida por Eduardo Braun Menéndez con el objetivo de divulgar los avances en ciencia y tecnología pero también de plantear una posición en el debate sobre las políticas del sector y el rol del estado.

### Desde la creación del CONICET hasta la actualidad
Además de formular declaraciones sobre becas, dedicaciones exclusivas o posiciones de investigación, a lo largo de su primera etapa la AAPC se manifestó con cierta recurrencia sobre la importancia de crear un Consejo Nacional de Investigaciones en el país. En efecto, el compromiso y la labor insoslayable de Houssay en la fundación Consejo Nacional de Investigaciones Científicas y Técnicas (CONICET), hacia febrero de 1958, lo hizo merecedor de la presidencia del flamante Consejo. Entonces, y después de 25 años de actuación interrumpida en la AAPC, Houssay fue designado como miembro honorario y, en 1961, como presidente honorario de la Asociación.[cita requerida] Otros reconocidos miembros de la AAPC como Venancio Deulofeu, Eduardo Braun Menéndez, Luis Federico Leloir y Lorenzo Parodi también formaron parte del Primer Directorio de CONICET. Asimismo, distintas funciones iniciadas por la AAPC, como la otorgación de becas y subsidios en pos del desarrollo científico en las distintas áreas del saber, fueron pronto asumidas por el CONICET con mayores medios y recursos.
En su disertación “Pasado y futuro de la Asociación Argentina para el Progreso de las Ciencias” (1964), Houssay indicó que el surgimiento del CONICET implicó la asignación de nuevas funciones para la AAPC, así como la reafirmación de otras, entre ellas: apoyar la promoción de la ciencia en todo el país, ser defensora y custodia de la libertad académica y de la investigación, mantener la búsqueda desinteresada del conocimiento sin despreciar sus aplicaciones en beneficio del hombre y del nación, asumir el papel de coordinar las Sociedades Científicas y procurar confederarlas.
Cada dos años, el Colegiado Directivo entrega el Premio Dr. Eduardo Braun Menéndez destinado a promover la divulgación de diversas áreas del conocimiento. Además, desde el año 2015, la APPC fomenta el Encuentro Permanente de Asociaciones Científicas (EPAC), del que ha asumido su representación formal y su coordinación. Los objetivos del EPAC son: brindar asesoramiento a los organismos estatales de Ciencia y Técnica así como a las actividades productivas y a la sociedad en general, dar a conocer la labor de la Asociaciones Civiles que agrupan a los científicos y tecnólogos del país, y promover acciones interdisciplinarias. En la actualidad, EPAC cuenta con la participación de más de 30 asociaciones civiles de diversas disciplinas (matemáticas, meteorología, farmacología, antropología, clínica, física, paleontología, ecología, neurociencias, química ambiental, entre otras).
En la actualidad, la AAPC continúa con la edición de la revista Ciencia e Investigación, a la que agregó desde 2013 la revista Ciencia e Investigación Reseñas que se ocupa de difundir autobiografías de figuras representativas de la ciencia y la tecnología nacional. Desde el año 2014, la AAPC también se dedica a la edición de libros electrónicos de difusión libre, cuyos propósitos apuntan a vincular las ciencias sociales y humanidades con las ciencias fácticas y formales.

## Autoridades
Su conducción actual es ejercida por un Colegiado Directivo en el que participan representantes de distintas sociedades científicas y cuenta con socios honorarios, titulares, adherentes, correspondientes nacionales y extranjeros, protectores e institucionales.
- Presidenta: Susana Hernández
- Vicepresidenta: Ursula Molter
- Secretaria: Alicia Sarce
- Tesorero: Alberto Pochettino
- Protesorero: Graciela Balerio

### Nómina de presidentes
En orden cronológico:
|    | Presidente             |
| -- | ---------------------- |
| 1  | Bernardo Houssay       |
| 2  | Venancio Deulofeu      |
| 3  | Luis F. Leloir         |
| 4  | Andrés Stoppani        |
| 5  | Alejandro Paladini     |
| 6  | Alberto C. Taquini     |
| 7  | Alberto C. Taquini (h) |
| 8  | Héctor Torres          |
| 9  | Eduardo H. Charreau    |
| 10 | Alberto Baldi          |
| 11 | Alberto C. Taquini (h) |
| 12 | Nidia Basso            |
| 13 | Miguel Ángel Blesa     |
| 14 | Susana Hernández       |

## Sede
La AAPC funciona en el Edificio de Academias Nacionales, sito en Av. Alvear 1711, 4º, en la Ciudad Autónoma de Buenos Aires. 